# وريد قطني
الأوردة القطنية هي أوردة تعبر على طول الجدار البطني الخلفي. هناك أيضًا نظير القطني للأوردة الوربية الخلفية.